# Manuel Quintano Bonifaz

Stemma dell'inquisizione
«EXURGE DOMINE ET JUDICA CAUSAM TUAM. PSALM. 73»

Manuel Quintano Bonifaz (Salas de los Infantes, 1698 circa – Madrid, 18 dicembre 1774) è stato un arcivescovo cattolico spagnolo che rivestì importanti cariche tra le quali quella di inquisitore generale.

## Biografia
Nacque a Salas de los Infantes (Spagna) attorno al 1698.
Fu vescovo ausiliare e poi amministratore apostolico dell'arcidiocesi di Toledo, arcivescovo titolare di Farsalo, confessore del re Ferdinando VI di Spagna, direttore della Biblioteca Reale oltre che, tra il 1755 e il 1774, inquisitore generale.
Morì il 18 dicembre 1774.

## Genealogia episcopale e successione apostolica
La genealogia episcopale è:
- Cardinale Scipione Rebiba
- Cardinale Giulio Antonio Santori
- Cardinale Girolamo Bernerio, O.P.
- Arcivescovo Galeazzo Sanvitale
- Cardinale Ludovico Ludovisi
- Cardinale Luigi Caetani
- Cardinale Ulderico Carpegna
- Cardinale Paluzzo Paluzzi Altieri degli Albertoni
- Papa Benedetto XIII
- Papa Benedetto XIV
- Cardinale Enrico Enriquez
- Arcivescovo Manuel Quintano Bonifaz

La successione apostolica è:
- Vescovo Juan Francisco Manrique Lara (1749)
- Vescovo Juan Ladrón de Guevara, O.Carm. (1750)
- Arcivescovo Bartolomé Rajoy Losada (1751)
- Vescovo Manuel Antonio de Murillo y Argáiz (1752)
- Vescovo Augstín González Pisador (1754)
- Cardinale Luis Antonio Fernández de Córdoba Portocarrero Guzmán y Aguilar (1755)
- Vescovo Francisco Javier Arriaza (1755)
- Vescovo Diego Antonio Díez Madroñero (1756)
- Vescovo Matías José de Navia Bolaños y Moscoso, O.S.A. (1757)
- Vescovo Blas Roldán, O.S.H. (1758)
- Cardinale Buenaventura Córdoba Espinosa de la Cerda (1761)
- Vescovo Antonio Gómez de la Torre y Jaraveitia (1761)
- Arcivescovo Juan Sáenz de Bururaga (1762)
- Vescovo Pascual de los Herreros (1762)
- Vescovo Francisco Fernández Játiva (1763)
- Vescovo Francisco Garrido de la Vega (1763)
- Vescovo Francisco Galindo Sanz, O.M. (1764)
- Arcivescovo José Javier Rodríguez Arellano (1764)
- Vescovo Bernardo Antonio Calderón Lázaro (1764)
- Cardinale Francisco Antonio de Lorenzana y Butrón (1765)
- Vescovo José Cayetano Loazes y Somoza (1765)
- Vescovo Juan José Martínez Escalzo (1765)
- Arcivescovo Francisco Antonio de la Riva y Mazo (1766)
- Arcivescovo Basilio Tomás Sancho y Hernando de Santas Justa y Rufina, Sch.P. (1766)
- Vescovo José Laplana y Castellón (1766)
- Vescovo Miguel Fernando Merino (1767)
- Arcivescovo Joaquín de Eleta, O.F.M. (1770)
- Vescovo Antonio Fernández Tobar (1770)
- Vescovo Alonso Cano Nieto, O.SS.T. (1770)
- Vescovo Miguel González Bobela (1771)
- Vescovo Joaquín Antonio Sánchez Ferragudo (1771)
- Vescovo Manuel Fernández Torres (1771)
- Vescovo Manuel Jiménez Pérez, O.S.B. (1771)
- Vescovo Bernardo Lorca Quiñones, O.S.H. (1773)
- Vescovo Felipe Antonio Solano Marín (1774)